# 奥尔西娅·洛兰

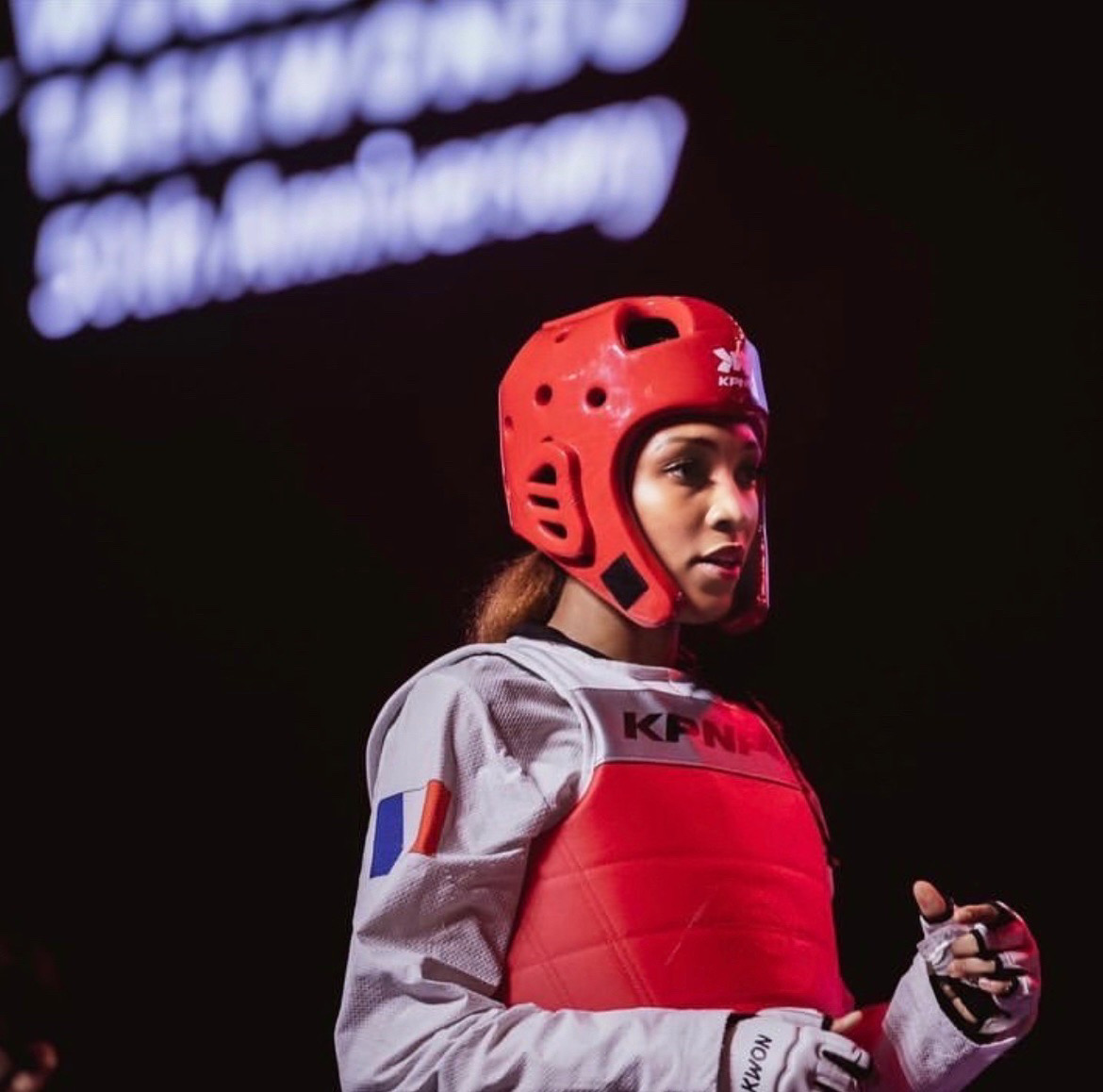
運動員參賽圖片

奥尔西娅·洛兰（法語：Althéa Laurin，2001年9月1日—），法國女子跆拳道運動員，出生于塞纳河畔埃皮奈，她代表法國隊參加了日本舉行的2020年夏季奧林匹克運動會，並且在女子67公斤以上級比賽上獲得銅牌。